# سیارک ۱۳۹۳
سیارک ۱۳۹۳ (به انگلیسی: 1393 Sofala، نامگذاری:1936KD) هزار و سیصد و نود و سومین سیارک کشف شده‌است که در ۲۵ مه ۱۹۳۶ کشف شد.
قدر مطلق سیارک برابر ۱۲٫۲۰ است.